# Jehu Davis
John „Jehu“ Davis (* 1738 im Worcester County, Provinz Maryland; † 11. Mai 1802 in Milford, Delaware) war ein US-amerikanischer Politiker und im Jahr 1789 Präsident des Bundesstaates Delaware.

## Frühe Jahre
Das genaue Geburtsdatum von Jehu Davis ist unbekannt. Noch vor 1765 zog er nach Laurel in Delaware, wo er in der Nähe von Milford eine Farm erwarb. Während des Unabhängigkeitskrieges diente er in der örtlichen Miliz, seit 1777 amtierte er als Friedensrichter. Dieses Amt übte er bis 1791 aus.

## Politische Laufbahn
Zwischen 1776 und 1789 war er mit Unterbrechungen Abgeordneter im Repräsentantenhaus von Delaware. Im Jahr 1789 war er Speaker des Hauses. Als der Präsident (Gouverneur) von Delaware, Thomas Collins, im März 1789 im Amt verstarb und zu dieser Zeit die Position des Präsidenten des Staatssenats vakant war, musste Davis entsprechend der Staatsverfassung dieses Amt übernehmen. Damit war er zwischen dem 29. März 1789 bis zum 2. Juni desselben Jahres Präsident seines Staates. Der Titel eines Gouverneurs wurde erst 1793 eingeführt. Dann übernahm mit Joshua Clayton ein neu gewählter Präsident die Regierung des Staates Delaware. In seiner Amtszeit kam George Washington auf dem Weg zu seiner Amtseinführung auch durch Delaware, was unter der Bevölkerung großes Interesse und Begeisterung hervorrief. Nach dem Ende seiner kurzen Amtszeit wurde Davis bis 1792 Richter an einem Berufungsgericht. Ab 1792 bis zu seinem Tod im Jahr 1802 war er wieder Friedensrichter.

## Privatleben
Jehu Davis war zweimal verheiratet. Mit seiner ersten Frau Rhoda Laws hatte er acht Kinder. Seine zweite Ehe mit Sarah Douglas blieb kinderlos. Das Grab von Jehu Davis existiert heute nicht mehr, weil man eine Straße darüber gebaut hat, ohne die Grabstelle zu verlegen.